# Jan Cvitkovič
Jan Cvitkovič (ur. 1966) – słoweński reżyser telewizyjny oraz filmowy, scenarzysta, archeolog.

## Życiorys
Studiował na Wydziale Matematyki i Fizyki w Lublanie przez okres jednego roku. Po przerwaniu studiów odbył liczne podróże (Izrael, Egipt, Wschodnia Afryka). Następnie studiował archeologię. Studia ukończył w 1999 roku. W 2009 roku był przewodniczącym jury 7 Międzynarodowego Festiwalu Filmowego Tofifest w Toruniu.

## Nagrody
Rop stoletja (film krótkometrażowy, 1998)
Chleb i miłość (Kruh in mleko) (film pełnometrażowy, 2001)
- Nagroda im. Luigiego De Laurentiisa za najlepszy debiut reżyserski na 58. MFF w Wenecji (2001)

- specjalna nagroda jury na MFF w Cottbus

- szczególne wyróżnienie FIPRESCI na MFF w Bratysławie

- nagroda dla najlepszego filmu tzw. „vodomec” (zimorodek) na MFF LIFFe w Lublanie

- Nagroda Grossmanowa za scenariusz

Srce je kos mesa (film krótkometrażowy, 2003)
- nagroda za najlepszy film krótkometrażowy na MFF w Gijón

Od groba do groba (film pełnometrażowy, 2005)
- nominowany do Złotej Muszli na MFF w San Sebastián

- otrzymał nagrodę Altadis dla najlepszego nowego reżysera na MFF w San Sebastian.